# Рокар, Ив
Ив Рокар (22 мая 1903 года, Ванн, Морбиан — 16 марта 1992 года, V округ Парижа) — французский математик, механик, физик.
Был научным руководителем программ, которые привели к разработке французской атомной бомбы. Отец премьер-министра Франции Мишеля Рокара.

## Биография
Ив Андре Рокар (Yves André Rocard) родился 22 мая 1903 года в Ванне (Морбиан). Он был старшим сыном Эжена Луи Рокара (Eugène Louis Rocard, 1880—1918), выпускника Эколь Политекник (1900), и Жанны Луизы Габриэль Рокар (Jeanne Louise Gabrielle Rocard, 1878—1935).
Его отец, который выбрал военную карьеру в колониальной артиллерии, во время Первой мировой войны служил в только что созданной военной авиации. Был командиром эскадрильи, летчиком-истребителем, кавалером ордена Почетного легиона 22 июля 1918 года. Эжен Луи Рокар был сбит и пропал без вести 12 сентября 1918 года в Лашоссе (Маас), и было объявлено, что он погиб в возрасте 38 лет.
Осиротевшие во время войны Ив, два его брата Марк Жюль (Marc Jules), Жак Робер (Jacques Robert) и его сестра Женевьева Одиль (Geneviève Odile) были усыновлены — признаны подопечными нации решением гражданского суда Сены от 8 октября 1919 года.
Ив Рокар женился 24 октября 1929 года в Севре, бывший департамент Сена и Уаза (Seine-et-Oise), сегодня департамент О-де-Сен (Hauts-de-Seine) на Ренэ Маргерит Фавр (Renée Marguerite Favre), учительнице, родившейся 23 мая 1904 года в Реинье (Reignier), департамент Верхняя Савойя (Haute-Savoie), также удочерённой, признанной подопечной нации по приговору гражданского суда Сен-Жюльен-эн-Женевуа (Saint-Julien-en-Genevois), департамент Верхняя Савойя от 8 июня 1920 года.
От этого союза в Курбевуа (Сена, ныне О-де-Сен) родились двое детей: Мишель (будущий премьер-министр) 23 августа 1930 года и его сестра Клод 20 января 1933 года. Пара развелась 20 июня 1963 года.
Ив Рокар с 1922 год по 1925 год получал высшее научное образование в Высшей нормальной школе, где он слушал лекции по физике Анри Абрахама и Эжена Блоха, а также на факультете естественных наук Парижского университета, где он слушал курсы по физики Шарля Фабри, Эме Коттона, Анатоля Ледюка и Амадея Гийе и получил степень бакалавра физических и математических наук. Победитель конкурса по совокупности физических наук в 1925 году, он получил стипендию Блюменталя в размере 9000 франков за исследовательскую работу, которая позволила ему получить в 1927 году степень доктора математических наук (гидродинамика и кинетическая теория газов), а затем в следующем году — степень доктора физических наук (Молекулярная теория рассеяния света в жидкости, диссертация, подготовленная в учебной лаборатории физики под руководством Шарля Фабри).
Начиная с 1928 года, его карьера делилась между академической сферой и промышленностью в течение десяти лет.
В академической сфере за счёт фонда Клода-Антуана Пекко он получил возможность читать курс в Коллеж де Франс (ежегодная лекционная работа для математиков в возрасте до тридцати лет, работающих в области теоретической или прикладной математики), а затем, в 1932 году, был назначен мастером исследований Национального научного фонда (Caisse nationale des sciences). Затем в 1939 году он стал доцентом кафедры физики на факультете естественных наук в Клермон-Ферране, доцентом кафедры экспериментальной механики жидкостей на факультете естественных наук Парижского университета (1 октября 1939 года), затем доцентом по физике (1 октября 1941 года, кафедра преподавания физики) вместо Жана Кабана, назначенного профессором, заведующим кафедрой физико-исследовательских работ.
Что касается промышленности, то в 1928 году он был нанят на работу в радиотехническую компанию, дочернюю компанию Compagnie générale de télégraphie sans fil (CSF), чтобы заниматься лампами радиоприемников. Он сотрудничает с Морисом Понте в лаборатории общих исследований, где ему приписывают вклад в развитие пентода и радиомаяков.
Во время Второй мировой войны он был частью сети сопротивления Когор, созданной Кристианом Пино и Жаном Кавайесом. Одной из задач, решением которой руководил Ив Рокар, была инспекцией немецких радиотехнических установок на побережье.
Во время особенно опасной миссии он вылетает в Англию на небольшом самолете. Там он присоединился к генералу де Голлю, который назначил его директором по исследованиям военно-морских сил Свободной Франции. Его особенно интересовало обнаружение английскими радарами сильного радиоизлучения Солнца (не ради научной работы, но для оценки его влияния в чисто военное использование радара). Когда союзные армии вступили в Германию, он занялся захватом во французской зоне немецкой техники и личного состава специалистов. Он терпит неудачу в Хехингене, где Самуил Гаудсмит смог захватить группу Гейзенберга до него (Операция «Скрепка»). Однако он смог захватить две группы, одна из которых занималась инфракрасными датчиками, а другая — дистанционным управлением.. Чтобы начать французские исследования в области радиоастрономии, он заполучил в свои руки два немецких радиолокационных зеркала типа Вюрцбург диаметром 7,5 м. Наконец ему удается разместить свои группы в исследовательском центре Национального военно-морского флота в Маркуси, Эссон, Франция. Затем он был назначен начальником службы радиолокационной электроники ВМФ и станет генеральным инженером морских проектов.
Им была создана Морская службы прогнозирования ионосферы с Карлом Равером в качестве руководителя исследований (1946—1956).
По возвращении во Францию, Рокар решительно начал свою академическую карьеру. Прежде всего с 1 ноября 1945 года он был назначен ответственным за кафедру физики в Эколь Нормаль Супериор, заменив погибшего в Заксенхаузене профессора Жоржа Брюа. На этой должности он получил звание профессора без кафедры. Затем 21 мая 1946 года он получил звание профессора по кафедре (на факультете в качестве доцента его заместил Жан Лаваль). Он также принял на себя руководство лабораторией физики в Эколь Нормаль. Также им была основана важная служба радиоастрономических наблюдений. Им также была изобретена радиолампа непрямого накаливания. Он выполнил исследования по посадке по радиосигналу в отсутствие видимости.
С 1947 года он был научным консультантом по военным программам в Комиссариате по атомной энергии (CEA) после отстранения Фредерика Жолио-Кюри, которого считали весьма влиятельным членом Французской коммунистической партии. В 1951 году он отвечал за научные программы по созданию во Франции ядерного оружия. Сюда относятся французские атомная и водородная бомбы. В 1948 году им была получена премия Хольвека.
В 1952 году, несмотря на новаторские работы в области радиоастрономии, проведенные во Франции, ему стало ясно, что другие используют более мощные инструменты, с которыми французы не смогут справиться. Рокар решительно поддерживает проект по преодолению отставания, и Министерство национального образования Франции для этой цели выделяет Эколь Нормаль 25 миллионов франков. Было найдено место для радиоастрономической обсерватории в Нансе (Шер), известной своими 32 радиотелескопами, расположенными в чистом поле.
В июле 1955 года профессор Рокар приобрел поместье Гранд-Руэ в Брюйер-лё-Шатель, чтобы разместить там лабораторию по обнаружению иностранных ядерных испытаний (американских, российских и английских). Затем собственность становится лабораторией по исследованию и производству атомного оружия, площадкой Управления военных приложений (DAM), что в СЕА-де-Брюйер-лё-Шатель.
Под руководством профессора Рокара физическая лаборатория Высшей нормальной школы в Париже в 1955 году начала строительство лаборатории линейного ускорителя в Орсе, Эссон, чтобы дать возможность французским ученым работать со своим первым собственным ускорителем электронов.
В то же время он также проведет различные исследования по :
- полупроводникам;
- устойчивости на ветру моста Танкарвиля;
- чувствительности исследователей, занимающихся поиском источников воды (с 1957 года.) ;
- НЛО и по проекту «Синяя книга» в 1966 году (он принимал участие в невидимом колледже[фр.] Дж. Аллена Хайнека).

В мае 1963 года научно-популярный журнал «Science & Vie» в своем выпуске № 548 посвятил ему статью под названием «После многих лет споров Наука и жизнь подтверждают это: да, лозоходство верно!» Автор этого досье Шарль-Грегуар Мобер, взяв интервью у Ива Рокара, объясняет причины, по которым жезл источника начинает время от времени двигаться : «вода, которая фильтруется в пористых средах под действием перепада давления, создает электрокинетический потенциал» благодаря эффекту Квинке, хорошо известному с 1850 года. Эти потенциалы заставляют электрические токи течь по земле. Кроме того, во многих случаях сопутствующие явления, связанные с присутствием воды, часто порождают в почве гораздо большие корреляционные разности потенциалов". Эксперименты Ива Рокара, которые затем были переделаны Комитетом Пара с помощью более строгого метода (случайного, двойного слепого), дали отрицательный результат.
В 1973 году, в возрасте 70 лет, он покинул физическую лабораторию Эколь Нормаль, а Жан Броссель занял пост директора. В 1981 году, под конец своей жизни, Рокар сосредоточил свой интерес на слабых значениях магнетизма и биомагнетизма. Он проводит исследования чувствительности «исследователей-лозоходцев», которые, по его мнению, способны обнаружить вариации магнетизма порядка миллигаусса. Это, в частности, вызвало ярость Рационалистического Союза и стоило Рокару почти зарезервированного кресла в Академии наук. Гораздо больше, чем необычность его исследований, критику вызвало плохое качество его экспериментов. Например, книга «Наука и исследователи» изобилует удивительными экспериментальными ошибками, которые служат образовательными примерами для иллюстрации классических ошибок.
Ив Рокар умер в Париже (5-й округ) 16 марта 1992 года, когда Французское физическое общество в знак уважения ко всем его работам учредило премию, названную в его честь, которую присуждают «за передачу технологий между государственными исследовательскими лабораториями и частными компаниями».

## Публикации
- Rôle de la Lumière Diffusée par l’Atmosphère dans la visibilité, Bull. Techn. S.T.I.Aé, No. 45, Paris, 1928.
- Jean Cabannes, La Diffusion moléculaire de la lumière, volume 16 de cette série — avec la participation d’Yves Rocard, PUF, Conférences-rapports de documentation sur la physique, 1931, 53 figures In-8, 1 vol., 320 p.
- L’Hydrodynamique et la théorie cinétique des gaz, Paris, Gauthier-Villars, 1932.
- Diffusion de la lumière et visibilité, projecteurs, feux, instruments d’observation, Paris, Édition de la Revue d’Optique, 1935.
- Propagation et absorption du son, Paris, Hermann, 1935.
- La Stabilité de route des locomotives, 1re partie, Paris, Hermann, 1935.
- La Stabilité de route des locomotives, 2e partie avec Julien, M., Paris, Hermann, 1935.
- Les Phénomènes d’auto-oscillation dans les installations hydrauliques, Paris, Hermann, 1937.
- Théorie des oscillateurs, Paris, édition de la Revue Scientifique, 1941.
- Dynamique générale des vibrations, Paris, Masson & Cie, 1943 ; 4e édition, Paris, Masson, 1951.
- L’Instabilité en mécanique; automobiles, avions, ponts suspendus, Paris, Masson, 1954.
- Le Signal du sourcier, Dunod, 1962.
- Électricité, 3e édition, Paris, Masson, 1966 (1re édition en 1950).
- Thermodynamique, 2e édition, Paris, Masson, 1967 (1re édition en 1952).
- Coordination, pamphlet, Grenoble, édition des Quatre Seigneurs, 1969 (1re édition en 1946).
- Les Sourciers, Presses universitaires de France, coll. Que sais-je?, 1981, 127p. ISBN 2-13-037007-1 и ISBN 978-2130370079.
- Mémoires sans concessions, Paris, Grasset, 1988.
- La Science et les sourciers; baguettes, pendules, biomagnétisme, Paris, Dunod, 1989, 303 p. ISBN 2-10-002996-7 и ISBN 978-2100029969

## Награды
- Лауреат Медали Блонделя (1943), присуждена Société française des électriciens[фр.][6]
- Премия Хольвека (1948), присуждена Лондонским институтом физики в 1948 году
- Командор Ордена Почётного легиона (1960)[7]